# پائولی پرتی
پائولی پرتی (به انگلیسی: Pauley Perrette) بازیگر آمریکایی و متولد ۲۷ مارس ۱۹۶۹ در نیواورلئان است. او در سریال ان‌سی‌آی‌اس و فیلم سه‌شنبه خاکستر بازی کرده‌است.